# Teatro Baquet
O Teatro Baquet (1859–1888) foi uma sala de espectáculos localizado na antiga Rua de Santo António (hoje Rua 31 de Janeiro) na cidade do Porto, construído pelo alfaiate portuense António Pereira Baquet. O teatro foi estreado em 1859, tendo sido palco de intensa actividade cultura até à noite 20 de março de 1888, quando um violento incêndio deflagrou durante um espectáculo causando a morte a 120 pessoas.

## Descrição
O Teatro Baquet foi mandado construir pelo alfaiate portuense António Pereira Baquet, em 21 de Fevereiro de 1858, e foi estreado com um baile de Carnaval, a 13 de fevereiro do ano seguinte. 
O teatro era inicialmente virado para a Rua de Santo António, e continha 68 camarotes distribuídos em três ordens. Era necessário descer duas rampas para chegar à plateia, disposição essa que gerava receios dos perigos em caso de incêndio. Continha ainda um botequim.
Na noite de 20 de março de 1888, ficou completamente destruído por um incêndio que deflagrou nos bastidores. 
Durante a festa de benefício do ator Firmino Rosa um incêndio consumiu em poucas horas todo o interior do Teatro Baquet. A programação — extensa — incluía a ópera cómica Dragões de Vilares e a zarzuela Grã-Via, ambas do agrado de um público entusiasmado que “pedia furiosamente bis” (SOUSA BASTOS 1908: 321). 
Foi a troca apressada de panos de fundo, para repetir a cena anterior — o quadro «Os três ratas», desempenhado por Firmino, Sanches e Gomes — que fez com que, no contacto com uma gambiarra, um dos panos se incendiasse. O pano de boca foi baixado rapidamente, mas não impediu que o fogo fosse anunciado momentos depois pelos espectadores de um camarim com um postigo sobre o palco.
O rápido alastrar do fogo, o fumo intenso, a falta de iluminação (tendo sido cortado o gás assim que o incêndio deflagrou) e o pânico geral resultaram na morte de cerca de 120 pessoas.